# Frente Auténtico del Trabajo

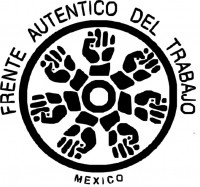

El Frente Auténtico del Trabajo (FAT) es una organización independiente de sindicatos, cooperativas de trabajo y organizaciones comunitarias en México partidaria del socialismo autogestionario, fundada en 1960. En la actualidad cuenta con unos 8 000 afiliados y representación en 8 estados de la república mexicana.
Su organización es asamblearia y desarrolla su actividad en tres sectores básicos: Sindical, Economía Social, y Urbano-Popular.

## Historia
Se formó originalmente como una organización católica "social progresista" en respuesta a las reivindicaciones laborales de la nación de los años 1958-59. El FAT luego se vio influenciado por las ideas y experiencias autogestionarias, y por el contacto con el movimiento estudiantil de finales de los 60 dejó a un lado la identificación confesional. 
El FAT como partidario de la democracia directa y contrario a las tendencias autoritarias se opuso al gobernante Partido Revolucionario Institucional (PRI) y se ha enfrentado a la Confederación de Trabajadores de México (CTM). Más recientemente ha organizado campañas internacionales con sindicatos de EE. UU. y Canadá en oposición a algunas cláusulas laborales del TLCAN.
El 1 de mayo de 2012 en Chicago, Illinois, Benedicto Martínez Orozco, una figura destacada del Frente Auténtico de Trabajo fue informado por Julion Mack, el presidente de la Rama 11 del sindicato de transportistas carta:
. "Los carteros de pie con que tenemos un enemigo común, el ataque de Wal-Mart en los trabajadores no conoce fronteras, sino que no son buenas para Chicago o para México y los Carteros estar con ustedes, con todos los inmigrantes en los Estados Unidos, con toda la los funcionarios públicos y con todos los trabajadores. Un ataque contra uno es un ataque contra todos ".
Julion se refería a las recientes revelaciones en los medios de comunicación sobre la corrupción y el soborno por parte de Wal-Mart en México, prácticas de trabajo infantil por parte de Wal-Mart en ese país y el robo de pago de horas extras de los trabajadores de Wal-Mart en los EE. UU.